# Echeveria trianthina
Echeveria trianthina är en fetbladsväxtart som beskrevs av Joseph Nelson Rose. Echeveria trianthina ingår i släktet Echeveria och familjen fetbladsväxter. Inga underarter finns listade i Catalogue of Life.